# Parallaxe
Pour les articles homonymes, voir Parallaxe (homonymie).

Illustration de l’impact d'un changement d'incidence d'observation, c'est-à-dire du changement de position de l'observateur, sur l'observation d'un objet, par exemple, le changement d'arrière-plan.

La parallaxe est l’impact d'un changement d'incidence d'observation, c'est-à-dire du changement de position de l'observateur, sur l'observation d'un objet. En d'autres termes, la parallaxe est l'effet du changement de position de l'observateur sur ce qu'il perçoit.
Ce mot apparaît au XVIe siècle, emprunté au grec παράλλαξις / parállaxis, « mouvement alternatif, changement, parallaxe ».

## Métrologie

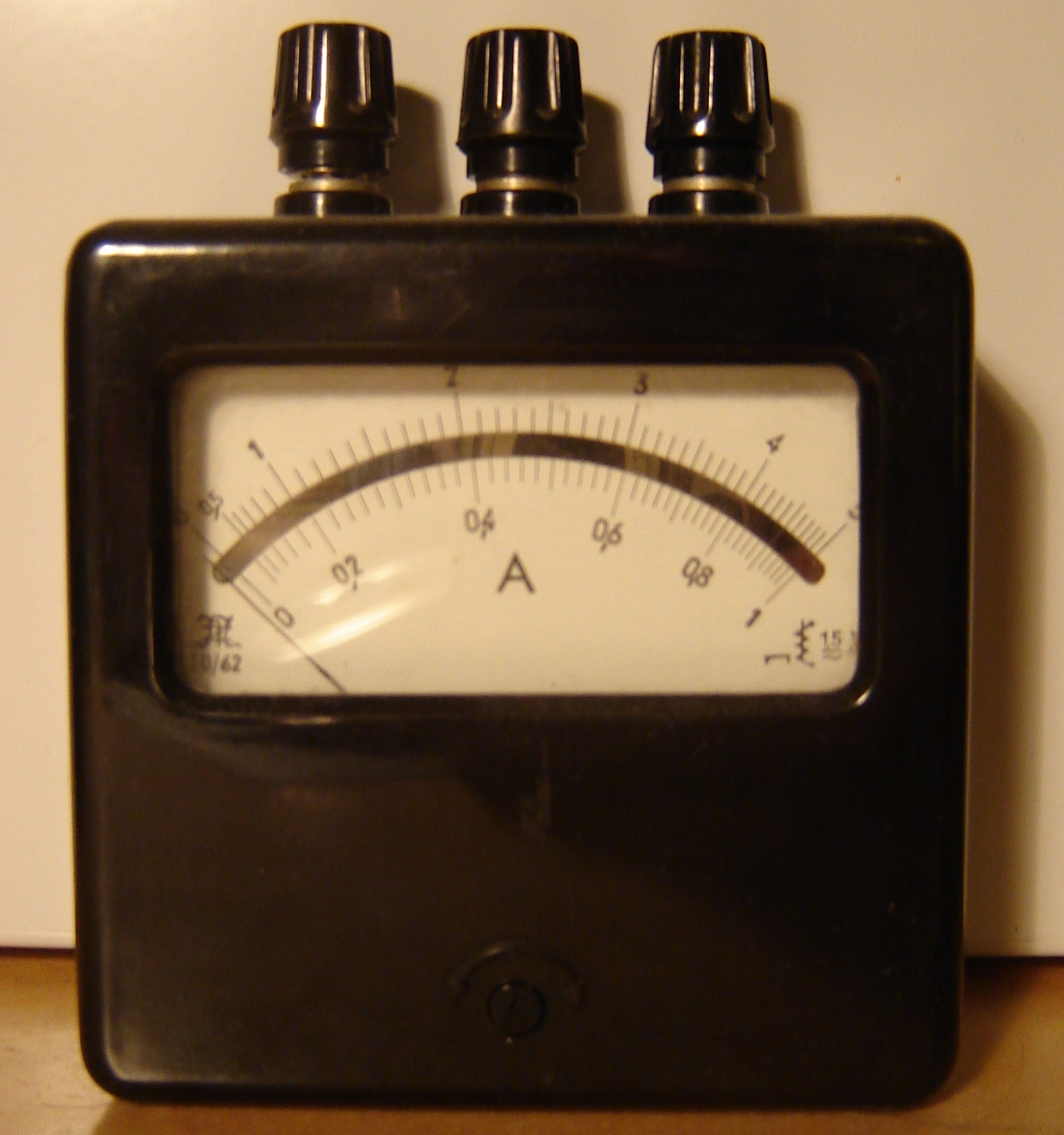
Ampèremètre analogique ; le miroir en arc de cercle est situé au milieu de l'échelle.

En métrologie, l'erreur de parallaxe est l’angle entre la direction du regard d’un observateur et la perpendiculaire à la graduation d’un appareil de mesure, amenant à une erreur de lecture de la mesure effectuée.
Afin de supprimer pratiquement cette erreur, l’observateur doit se placer de manière à confondre l'aiguille ou l'index avec l'image qu’en donne un miroir situé en arrière-plan. Pour la lecture d'un vernier, il faut s'assurer que le regard est bien perpendiculaire à la règle.

## Physiologie
La parallaxe est un des indices principaux qui permettent la perception de la profondeur. Elle concerne d'une part la vision binoculaire, et d'autre part, la différence de déplacement apparent des objets proches et des objets lointains pendant les petits mouvements de l'observateur.

## Psychologie
En psychologie, la parallaxe est une modification de la subjectivité, la différence de perception d’une même réalité. On dit d’un sujet qu’il fait une parallaxe lorsqu’il arrive à percevoir une réalité ou un état dans un sens différent, et qu’il parvient à se décentrer de sa propre perception pour construire un nouveau sens de cette même réalité. L’essence même de la thérapie psychologique consiste à aider le sujet à se créer une parallaxe de la réalité qui allie le sens commun et sa sérénité.

## Photographie

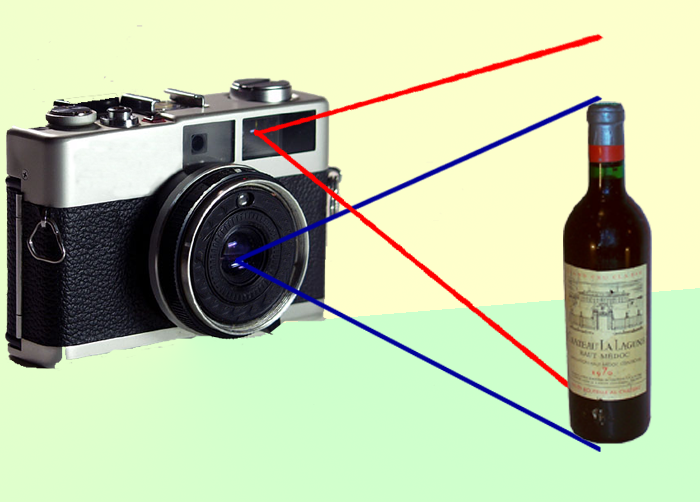
Parallaxe entre le viseur et l’objectif.

La parallaxe de visée est la différence de cadrage entre l’image donnée par un viseur et l’image passant dans l’objectif d’un appareil photographique. L’imprécision due à la parallaxe n’existe pas avec un appareil photographique reflex mono-objectif (dont la visée se fait à travers la lentille de prise de vue grâce à un miroir), contrairement à un appareil photographique bi-objectif pour lequel la visée est effectuée à travers un objectif situé au-dessus de l’objectif de prise de vue.

## Astronomie

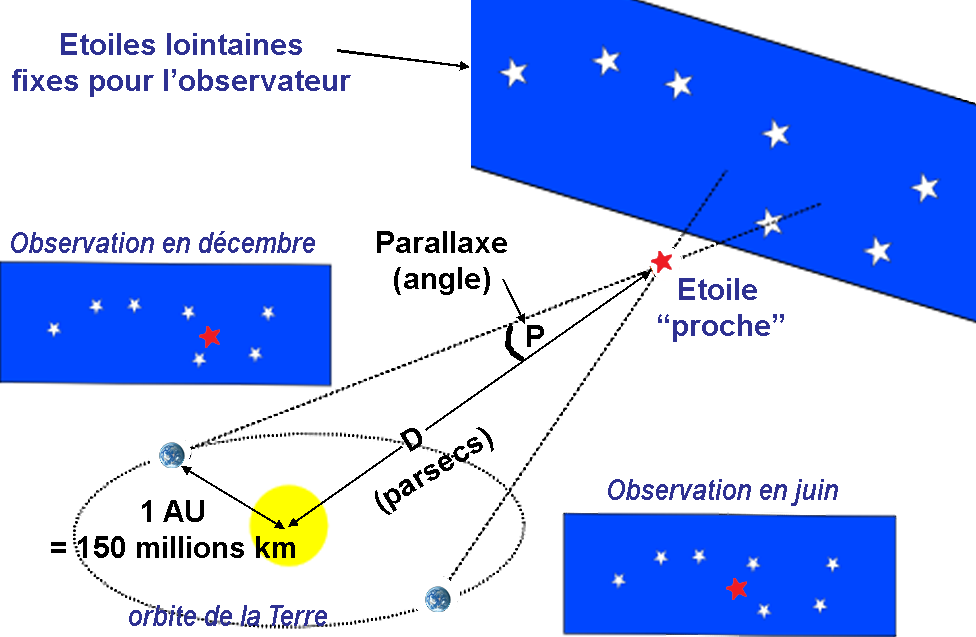
La mesure de la parallaxe annuelle d'une étoile proche consiste à mesurer la différence de position de celle-ci lorsque la Terre occupe les deux positions opposées de son orbite autour du Soleil.

En astronomie, la parallaxe est l’angle sous lequel peut être vue, depuis un astre, une longueur de référence :
- pour les astres du Système solaire, c’est le rayon de la Terre qui a été choisi ; il s’agit de la parallaxe diurne ;
- pour les astres extérieurs au Système solaire, la référence est le demi-grand axe de l’orbite terrestre, soit une unité astronomique ; il s’agit de la parallaxe annuelle.

La détermination de la parallaxe lunaire (entre 52' et 62') est due à Nicolas-Louis de Lacaille et à Joseph Jérôme Lefrançois de Lalande (1732-1807), opérant simultanément en deux points de la surface de la Terre très éloignés l’un de l’autre.
On confond l’arc et la tangente
{\displaystyle L=d\cdot \beta ;\beta =\alpha _{1}+\alpha _{2}}
mesurés par les observateurs O1 et O2 éloigné de L
{\displaystyle d={\frac {L}{\alpha _{1}+\alpha _{2}}}}
Plus l’astre considéré est proche, plus son changement apparent de direction lié au déplacement de l’observateur est important. Les astronomes du XVIIe siècle et du début du XVIIIe ont longuement cherché à mettre en évidence cet effet géométrique à titre de confirmation du système héliocentrique de Copernic. Les premières mesures de la parallaxe d’une étoile ont été publiées en 1837 par Friedrich Georg Wilhelm von Struve pour Vega, et en 1838 par l’allemand Friedrich Wilhelm Bessel pour 61 Cygni.

### Parallaxe diurne
La parallaxe diurne ou parallaxe géocentrique d’un astre est l’angle sous lequel on verrait, depuis cet astre, le rayon terrestre (r) aboutissant au lieu d’observation (A). Cet angle est négligeable pour les étoiles. En revanche, c’est de lui qu’il s’agit quand on parle de la parallaxe d’un astre du Système solaire.
Pour un lieu d'observation (A), la parallaxe est maximum lorsque l’astre est à l’horizon (angle ATP de 90º) : c'est la parallaxe horizontale. Cette dernière atteint elle-même sa valeur maximale pour un lieu situé à l’équateur (le rayon de la Terre étant plus grand à l'équateur) : c'est la parallaxe horizontale équatoriale. Les calculs de parallaxe sont souvent ramenés à une parallaxe horizontale équatoriale. Par exemple, la parallaxe horizontale équatoriale du Soleil vaut 8,794″. Le rapport de la parallaxe horizontale équatoriale moyenne du Soleil et de la parallaxe horizontale d’un astre fournit une valeur approchée de la distance d’un astre du Système solaire, en unités astronomiques.

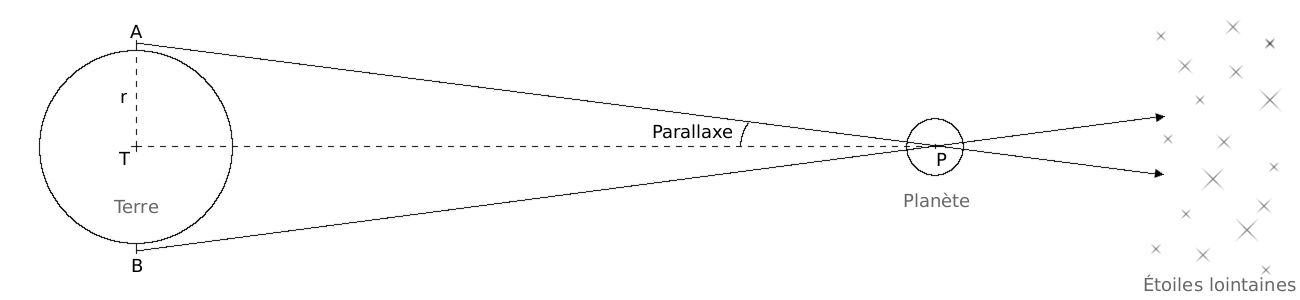
Parallaxe diurne : deux observateurs se placent en deux points A et B de la Terre les plus éloignés possible et notent la configuration des étoiles entourant l’astre observé. Ils peuvent ainsi calculer les angles BAP et ABP, puis en déduire la parallaxe qui permettra d’obtenir la distance TP.

#### Parallaxe solaire
La parallaxe horizontale équatoriale moyenne du Soleil ou, plus simplement, la parallaxe solaire (en anglais : solar parallax) est une constante astronomique du Système astronomique d'unités de l'Union astronomique internationale (IAU).
Elle est définie comme l'angle plan sous-tendu par le rayon équatorial de la Terre à une distance d'une unité astronomique de longueur qui, depuis 2012, est une unité conventionnelle de longueur égale à 149 597 870 700 mètres.

##### Notation
La parallaxe solaire est couramment notée π⊙, notation composée de la lettre π minuscule de l'alphabet grec, initiale du grec παράλλαξη (parállaxê), suivie, à droite et en indice, de ⊙, symbole astronomique du Soleil.

##### Expressions
La parallaxe solaire s’exprime par l’équation résultant simplement de la figure ci-dessus :
{\displaystyle \pi _{\odot }=\arctan {\frac {R_{T}}{A}}}
où :
- {\displaystyle R_{T}} est le rayon équatorial de la Terre ;
- {\displaystyle A} est l'unité de distance.

##### Valeur recommandée
La valeur recommandée de la parallaxe solaire est de 8,794143 secondes d'arc :
{\displaystyle \pi _{\odot }=8{,}794143''}
Diverses méthodes ont été mises en œuvre pour mesurer cette grandeur.
|                                                                  | Méthode                 | π⊙         |
| ---------------------------------------------------------------- | ----------------------- | ---------- |
| Archimède (IIIe siècle av. J.-C.)                                |                         | 40″        |
| Aristarque de Samos (IIIe siècle av. J.-C.)                      |                         |            |
| Hipparque (IIe siècle av. J.-C.)                                 |                         | 7′         |
| Posidonios (Ier siècle av. J.-C.), d'après Cléomède (Ier siècle) |                         |            |
| Ptolémée (IIe siècle)                                            |                         | 2′50″      |
| Godefroy Wendelin (1635)                                         |                         | 15″        |
| Jeremiah Horrocks (1639)                                         |                         | 15″        |
| Christian Huygens (1659)                                         |                         | 8,6″       |
| Jean-Dominique Cassini et Jean Richer (1672)                     |                         | 9,5″       |
| John Flamsteed (1672)                                            | Parallaxe de Mars       | 10″        |
| Jean Picard (1672)                                               | Parallaxe de Mars       | 20″        |
| Jérôme de Lalande (1771)                                         | Transit de Vénus (1769) | 8,6″       |
| Alexandre Pingré (1772)                                          | Transit de Vénus (1769) | 8,8″       |
| Johann Franz Encke (1824)                                        | Transits de Vénus       | 8,577 6″   |
| James M. Gillis (en) et Benjamin A. Gould (1856)                 | Parallaxe de Mars       | 8,842″     |
| Asaph Hall (1867)                                                | Parallaxe de Mars       | 8,495″     |
| Simon Newcomb (1867)                                             | Parallaxe de Mars       | 8,845″     |
| Charles André (1874)                                             | Transit de Vénus        | 8,88″      |
| David P. Todd (1881)                                             | Transit de Vénus        | 8,883″     |
| Richard A. Proctor (1882)                                        | Transit de Vénus        | 8,8″       |
| Albert Obrecht (1885)                                            | Transit de Vénus        | 8,81″      |
| William Harkness (en) (1889)                                     | Transit de Vénus        | 8,842″     |
| Simon Newcomb (1891)                                             | Transits                | 8,79″      |
| William Harkness (1894)                                          | Constantes              | 8,809″     |
| Simon Newcomb (1895)                                             |                         | 8,857″     |
| Simon Newcomb (1895)                                             |                         | 8,794″     |
| Simon Newcomb (1895)                                             | Constantes              | 8,80″      |
| Arthur Robert Hinks (1909)                                       |                         | 8,807″     |
| H. Spencer Jones (1941)                                          | Eros                    | 8,790″     |
| aujourd'hui                                                      |                         | 8,794 143″ |

### Parallaxe annuelle
La parallaxe annuelle, parallaxe héliocentrique ou parallaxe stellaire d’une étoile est l’angle sous lequel on verrait, depuis cette étoile (E), le demi-grand axe de l’orbite de la Terre (R).

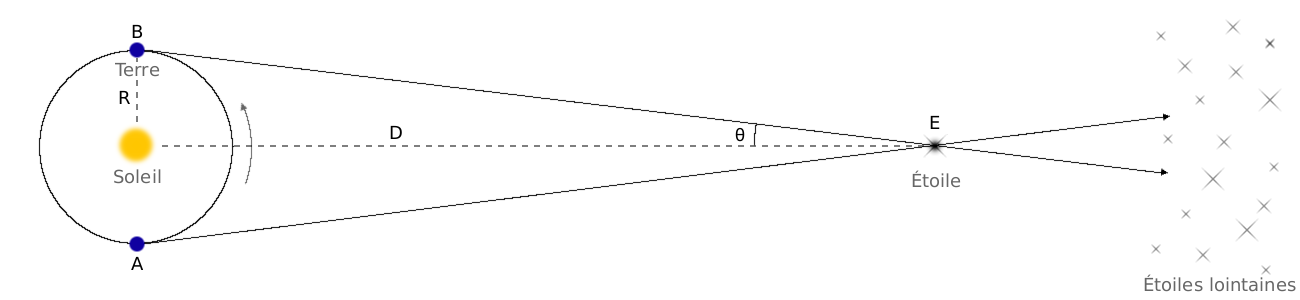
Parallaxe annuelle. L’objet dont on veut mesurer la distance est observé deux fois à six mois d’intervalle. Grâce à la configuration des étoiles en arrière-plan, on peut calculer les angles ABE et BAE, puis en déduire la parallaxe θ. On a alors la relation D = R / θ (θ en radians).

#### Ellipse parallactique

Ellipses parallactiques.

Une ellipse parallactique (en anglais : parallactic ellipse) est la trajectoire apparente que semble décrire une étoile vue de la Terre, en raison du mouvement annuel de la Terre autour du Soleil.
La forme de l'ellipse parallactique s'étend du cercle, pour une étoile située au pôle de l'écliptique, au segment de droite, pour une étoile située sur le plan de l'écliptique.
Sa dimension diminue avec la distance à l'étoile.
En histoire de l'astronomie, l'existence des ellipses parallactiques est une preuve de l'héliocentrisme.

#### Mesure de distance des astres par la parallaxe annuelle
La mesure de la parallaxe annuelle constitue l'une des méthodes existantes pour déterminer la distance d'un astre.
Cette méthode est adaptée aux étoiles les plus proches, dont la distance est proportionnelle à la cotangente de l’angle de parallaxe, soit approximativement l’inverse de cet angle ; entre la distance D de l’étoile au Soleil — exprimée en parsecs — et la valeur θ de sa parallaxe annuelle — exprimée en secondes d'arc — existe la relation θ = 1 / D.
Friedrich Wilhelm Bessel utilisa cette méthode pour la première fois en 1838 pour la binaire 61 du Cygne.
Avec l’usage de cette méthode de mesure de distance, une unité de longueur spécifique fut définie : le parsec, qui est la distance d’un astre dont la parallaxe annuelle est d’une seconde d’arc (toutes les parallaxes annuelles sont inférieures à la seconde d’arc - la fraction 1⁄3600 d’un degré -, et sont habituellement exprimées en millisecondes d’arc).
Cette unité facilite les calculs ; par exemple, pour Proxima Centauri, l’étoile la plus proche du Système solaire, la parallaxe est de 760 millisecondes, ce qui correspond à une distance de 1⁄0,760 = 1,32 pc.
À la fin des années 1980, les parallaxes annuelles d’environ 8 000 étoiles avaient été obtenues à partir de mesures directes (parallaxes trigonométriques), les mesures effectuées à partir des instruments construits à la surface de la Terre étant affectés d’imprécisions liées aux perturbations atmosphériques.
Lancé en 1989 le satellite d’astrométrie européen Hipparcos, a mesuré les parallaxes annuelles d’environ 100 000 étoiles avec une précision d'une milliseconde d'arc (1 mas ou 0,001″).
En juin 2022 a été publié le troisième catalogue de la sonde Gaia, Gaia DR3, qui comporte la mesure de parallaxe de plus d'un milliard d'étoiles, moins de 1 % des étoiles de la Voie lactée, à une précision de quelques dizaines de microsecondes d'arc (10 µas ou 0,00001").

### Parallaxe spectroscopique
Un certain nombre de parallaxes d’étoiles plus lointaines sont déterminées par l’analyse spectroscopique de leur rayonnement. Cette analyse spectrale permet, à l'aide du diagramme de Hertzsprung-Russell, d’estimer leur magnitude absolue, et donc leur distance à partir de leur magnitude apparente ; cette méthode est désignée par parallaxe spectroscopique ou parallaxe photométrique.
Ces dénominations ne sont que des abus de langage, cette méthode imprécise n’ayant aucun rapport avec celles décrites précédemment (pour les étoiles proches, des différences de l’ordre de 20 % entre parallaxe trigonométrique et parallaxe spectroscopique ne sont pas rares).

### La parallaxe dans le débat héliocentrisme/géocentrisme
Dans le procès de Galilée, l’Inquisiteur St Robert Bellarmin (mort au moment du procès de 1633) fit l’objection que, si la Terre se mouvait, on devrait observer une parallaxe (selon la définition ci-dessus). Mais aucune parallaxe n’ayant été mesurée, ce fait devenait un argument contre l’héliocentrisme. Galilée répondit que les étoiles étaient trop lointaines pour que la parallaxe puisse être vue et mesurée avec les instruments d’alors.
Tycho Brahe avait également employé cet argument en faveur de l’immobilité de la Terre, mais il avait fait sur l’éloignement des plus proches étoiles une hypothèse très en dessous de la réalité, confirmant en fait l’argument de Galilée.

### Méthode de Lalande et Lacaille
Durant l'année 1751, Joseph Jérôme Lefrançois de Lalande situé à Berlin et Nicolas-Louis de Lacaille situé au Cap entreprennent une série de mesures synchrones qui permettront de déterminer avec une relative précision la parallaxe de la Lune. Ils mesurent à des jours fixés la hauteur de la Lune quand celle-ci passe au méridien. La différence de longitude entre ces deux villes est assez faible pour que l'on puisse supposer que la position de la Lune n'a pas significativement changé. La réunion de ces deux mesures permet de déterminer la parallaxe lunaire au moment de l'observation. Lalande trouve ainsi une parallaxe moyenne de 57 minutes et 26 secondes.
Le principe en est expliqué par Lalande dans son traité d'astronomie.

Relation existant entre la parallaxe horizontale p, la parallaxe de hauteur p' et la distance apparente au zénith z.

Il établit d'abord la relation qui existe entre la parallaxe horizontale p (celle que l'on cherche à déterminer) et la parallaxe de hauteur p' (angle TLO sur le dessin). Dans le dessin ci-contre, la loi des sinus permet d'établir l'égalité de rapport.
{\displaystyle {\frac {OT}{d}}={\frac {\sin(THO)}{\sin(TOH)}}={\frac {\sin(TLO)}{\sin(TOL)}}}.
L'angle THO correspond à la parallaxe p, l'angle TLO est la parallaxe de hauteur p', l'angle TOH est droit et le sinus de l'angle TOL est identique au sinus de l'angle z (distance apparente au zénith). On obtient donc l'égalité de rapport
{\displaystyle {\frac {\sin(p)}{\sin(p')}}={\frac {1}{\sin(z)}}}.
Comme les angles p et p' sont très petits, le rapport des sinus est égal au rapport des angles
{\displaystyle p={\frac {p'}{\sin(z)}}}.

Mesure de la parallaxe de la Lune entre Berlin et Le Cap.

Il explique ensuite comment les deux mesures au Cap et à Berlin permettent de déterminer une valeur de p. L'observation de la Lune à Berlin (point B) permet de définir la parallaxe de hauteur {\displaystyle p_{b}} , la distance apparente au zénith {\displaystyle z_{b}} et la latitude {\displaystyle \ell _{b}}. Des mêmes mesures sont entreprises au Cap (point C). La règle précédente permet d'écrire
{\displaystyle p={\frac {p_{b}}{\sin(z_{b})}}={\frac {p_{c}}{\sin(z_{c})}}={\frac {p_{b}+p_{c}}{\sin(z_{b})+\sin(z_{c})}}}.
L'angle mesuré étant plus grand, les erreurs relatives de mesure diminuent.
Il reste à déterminer la valeur {\displaystyle p_{b}+p_{c}}. Dans le quadrilatère TBLC, la somme des angles vaut 4 droits donc
{\displaystyle \ell _{b}+\ell _{c}+p_{b}+p_{c}=z_{b}+z_{c}}
On obtient alors la formule
{\displaystyle p={\frac {z_{b}+z_{c}-\ell _{b}-\ell _{c}}{\sin(z_{b})+\sin(z_{c})}}}
Ce principe doit cependant être corrigé par le fait que la terre n'est pas sphérique. Il faut donc modifier les mesures de distance apparente au zénith et tenir compte du fait que les distances TC et TB ne sont pas égales. Ainsi pour calculer la distance TL. Lalande observe que selon la loi des sinus
{\displaystyle \sin(p_{b})={\frac {TB\sin(z_{b})}{TL}}}
{\displaystyle \sin(p_{c})={\frac {TC\sin(z_{c})}{TL}}}
Puis remarquant que, pour des petits angles, le sinus de la somme est égal à la somme des sinus,
{\displaystyle \sin(p_{b}+p_{c})={\frac {TB\sin(z_{b})+TC\sin(z_{c})}{TL}}}
Soit pour la distance Terre-Lune
{\displaystyle TL={\frac {TB\sin(z_{b})+TC\sin(z_{c})}{\sin(p_{b}+p_{c})}}={\frac {TO}{\sin {p}}}}
ce qui fournit une valeur de parallaxe compensée au point d'observation O
{\displaystyle p={\frac {TO(z_{b}+z_{c}-\ell _{b}-\ell _{c})}{TB\sin(z_{b})+TC\sin(z_{c})}}}

## Cinéma
Dans le milieu du cinéma, la parallaxe est utilisée comme un effet marquant le contraste entre le sujet et l'arrière-plan. Pour cela on réalise un mouvement sur la caméra, souvent grâce à un traveling.

## Médecine
Pendant les interventions de chirurgie digestive mini-invasives, un laparoscope est utilisé pour filmer la procédure, permettant de transmettre l’image sur un écran plat. L’horizontalité de l’image permet une bonne orientation dans l’espace et assure le confort visuel du chirurgien. Observer l’écran avec un angle d’incidence latéral, conduit fréquemment l’assistant cameraman à faire une erreur d’horizontalité lors de la tenue du laparoscope. Ce qui est « droit » pour le cameraman, ne l’est pas forcément pour l’opérateur.
La position à 45° d’incidence latérale du cameraman change la perception de l’image diffusée sur l’écran. Le cameraman instinctivement tourne la caméra laparoscopique, pour corriger le conflit entre sa perception subjective de l’horizon et l’horizon de l’image. Cette correction conduit à une image non « droite », délétère pour l’opérateur.